# Manila
Manila (AFI: /maˈnila/; in filippino Maynila, nome completo Lungsod ng Maynila) è la capitale delle Filippine. È situata sulla costa est della baia di Manila sulla più grande delle isole delle Filippine, Luzón. Nonostante le sacche di povertà presenti, è una delle città più cosmopolite del mondo e la sua area metropolitana è il centro economico, culturale ed industriale del paese. È il centro di una prosperosa area metropolitana con oltre 12 milioni di abitanti; l'area di Metro Manila, alla quale la città di Manila appartiene, è un'enorme metropoli costituita da 17 città e municipalità; la città stessa, con oltre 1 780 000 abitanti, è la seconda città più popolosa delle Filippine. Soltanto Quezon, un'area suburbana nonché precedente capitale del Paese, è più popolosa.
Nacque nel XVI secolo da una colonia musulmana chiamata May Nilad sulle rive del fiume Pasig nella sede del governo coloniale spagnolo che controllò le Filippine per 333 anni. Nel 1898 gli Stati Uniti occuparono e presero il controllo dell'arcipelago fino al 1935 e Manila divenne una delle più note città dell'oriente. Durante la Seconda guerra mondiale, gran parte della città venne distrutta, ma in seguito venne ricostruita. Nel 1975, per gestire meglio quanto avveniva nella regione in rapido sviluppo, la città di Manila e i paesi e città nei dintorni vennero incorporati in un'entità indipendente, Manila Metropolitana. Questo venne stabilito l'8 novembre 1975 mediante il decreto presidenziale numero 824 dal precedente presidente Ferdinand Marcos che creava la "Metropolitan Manila Commission", diventata poi la Metro Manila Development Authority. Oggi la città e l'area metropolitana costituiscono un importante centro economico e culturale, ma esistono grossi problemi legati alla sovrappopolazione, traffico, inquinamento e criminalità.

## Lo stemma
Lo stemma di Manila riporta le parole Lungsod ng Maynila e Pilipinas, le parole in filippino per città di Manila e Filippine, in un cerchio attorno allo stemma. Il cerchio contiene inoltre sei stelle gialle che rappresentano le sei città che costituiscono il distretto. Lo stemma, nella forma dello stemma precoloniale, riporta il soprannome di perla d'oriente in alto; un leone di mare al centro, in riferimento all'influenza spagnola ed infine le onde del fiume Pasig e della baia di Manila in basso. I colori dello stemma richiamano quelli della bandiera delle Filippine.

## Geografia fisica
Manila sorge sulla baia omonima intorno alla foce del fiume Pasig che divide la città in due parti ed è costruita quasi totalmente su depositi alluvionali portati da fiume Pasig e su alcune aree strappate alla baia di Manila. Lo schema della città risale nella parte più antica al periodo della dominazione spagnola quando la città era costituita dalla sola città murata Intramuros intorno alla quale sorgevano alcuni villaggi. Intramuros fu rasa al suolo dagli americani nel 1945 durante la battaglia ingaggiata contro le truppe giapponesi di stanza nella città.
Manila confina con altre città e comuni del dipartimento di Metro Manila: Navotas e Caloocan a nord, Quezon a nord-est, San Juan e Mandaluyong ad est, Makati a sud-est e Pasay a sud.

### Clima
Secondo il sistema di classificazione climatica di Koppen, Manila ha un clima della savana (Aw) al confine con il clima monsonico (Am). Con il resto delle Filippine, Manila si trova interamente all'interno dei tropici. La sua vicinanza all'equatore significa che la variazione di temperatura è minima durante i vari mesi dell'anno, raramente minore di 20 °C con massime fino a 38 °C. Tuttavia, il livello di umidità è di solito molto elevato dando una sensazione di calore maggiore, soprattutto nei mesi da luglio a settembre. Ha una stagione secca, ma relativamente breve, da gennaio ad aprile, e una lunga stagione umida, portata dai monsoni, che va da maggio fino a dicembre.
| Manila              | Mesi | Mesi | Mesi | Mesi | Mesi | Mesi | Mesi | Mesi | Mesi | Mesi | Mesi | Mesi | Anno  |
| Manila              | Gen  | Feb  | Mar  | Apr  | Mag  | Giu  | Lug  | Ago  | Set  | Ott  | Nov  | Dic  | Anno  |
| ------------------- | ---- | ---- | ---- | ---- | ---- | ---- | ---- | ---- | ---- | ---- | ---- | ---- | ----- |
| T. max. media (°C)  | 29,5 | 30,5 | 32,1 | 33,5 | 33,2 | 32,2 | 31,1 | 30,6 | 30,9 | 30,9 | 30,7 | 29,7 | 31,2  |
| T. min. media (°C)  | 23,5 | 23,8 | 24,9 | 26,2 | 26,7 | 26,2 | 25,8 | 25,5 | 25,5 | 25,5 | 24,9 | 23,9 | 25,2  |
| Precipitazioni (mm) | 19   | 8    | 11   | 21   | 165  | 265  | 420  | 486  | 330  | 271  | 129  | 75   | 2 200 |

## Storia
La storia di Manila inizia da una colonia musulmana posta sulla foce del fiume Pasig sulle coste della baia di Manila. Il nome deriva dalla parola maynilad che significa "qui si trova il nilad". Il nilad è una mangrovia dai fiori bianchi che cresce abbondantemente nella zona.
Invece tanti riferimenti concordano che la parola Manila è una distorsione della parola araba " 'Amanullah'" (أمان الله) che significa "salvezza di Dio".
Intorno alla metà del XVI secolo l'area dove attualmente si trova Manila era governata da tre rajà (capi della comunità musulmana). Essi erano Rajah Sulayman e Rajah Matanda che governavano le comunità a sud e del Pasig e Rajah Lakandula che governava la comunità a nord del fiume. Manila era il sultanato musulmano più a nord fra le isole. Era legato ai sultanati del Brunei, Sulu e Ternate.

### L'arrivo degli Spagnoli
Nel 1570 una spedizione spagnola inviata dal conquistatore Miguel López de Legazpi richiese la conquista di Manila. Il suo comandante in seconda Martín de Goiti partì da Cebu e giunse a Manila. I musulmani li accolsero ma Goiti aveva altri piani. I 300 soldati spagnoli marciarono su Manila e la battaglia fu combattuta da truppe spagnole pesantemente armate che sconfissero i musulmani e rasero al suolo la colonia. Legazpi ed i suoi uomini giunsero l'anno successivo e stipularono un trattato di pace con i tre raja ed infine organizzarono un consiglio cittadino composto da due sindaci, dodici consiglieri e un segretario. Fu costruita una città fortificata nota come Intramuros sulla riva sud del fiume Pasig per proteggere i colonizzatori spagnoli. Il 10 giugno 1574 Filippo II di Spagna diede a Manila il titolo di Insigne y Siempre Leal Ciudad (Città insigne e sempre leale). Nel 1595 Manila fu proclamata capitale delle isole Filippine.

### L'occupazione statunitense

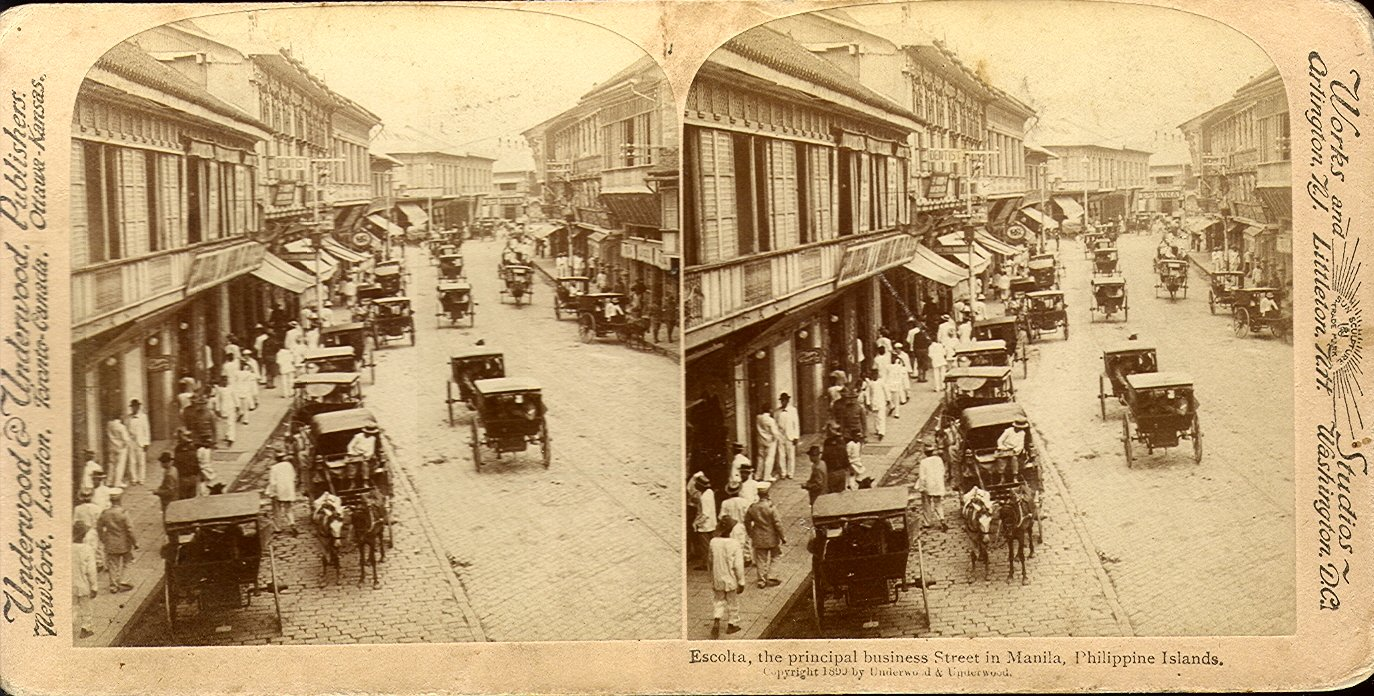
Escolta Street a Manila. Vista stereoscopica, 1899

Il quartier generale delle USAFFE era locato nella periferia di Manila mentre i quartier generali e le caserme della divisione Filippine erano posti a sud. Un battaglione era presente nell'area portuale e gli addestramenti per i furieri dell'esercito filippino si svolgevano qui.
In un raggio di 130 km da Manila si trovavano anche sei campi volo.

### La Seconda guerra mondiale
Dopo che alle truppe statunitensi fu ordinato di ritirarsi dalla città il 31 dicembre 1941 Manila fu dichiarata città aperta dal presidente Manuel Quezón e fu occupata dalle forze giapponesi il 2 gennaio 1942 ma il 5 febbraio 1942 il generale statunitense Douglas MacArthur mantenne la promessa di tornare nelle Filippine (vedi la voce battaglia di Leyte). Dal 3 febbraio al 3 marzo, dopo il termine della battaglia a Intramuros, la città di Manila completamente devastata fu ufficialmente liberata. Le truppe alleate non raggiunsero la città in tempo per prevenire il massacro di Manila.

## Monumenti e luoghi d'interesse

Mappa del centro di Manila

### Parchi e spazi aperti
Immediatamente a sud di Intramuros si trova il Rizal Park, il parco più importante del paese. Noto anche come Luneta (termine spagnolo per "luna crescente") e precedentemente conosciuto come Bagumbayan. Il Rizal park misura 60 ettari e si trova dove José Rizal, eroe nazionale, fu giustiziato dagli Spagnoli con l'accusa di sovversivo. Nel parco si trova un monumento sul luogo dove avvenne l'esecuzione. Il monumento a Rizal è il punto da cui si misurano le distanze delle strade sull'isola di Luzón. Tra le attrazioni del parco si trovano giardini cinesi e giapponesi, il dipartimento del turismo, il Museo nazionale del popolo filippino, la Biblioteca nazionale delle Filippine, il planetario, un auditorium all'aria aperta, una mappa in rilievo delle Filippine, l'area delle fontane, un laghetto per i bambini, una piazza con il gioco degli scacchi, una presentazione sonora e luminosa e il Quirino Grandstand.
Un altro famoso spazio aperto presente a Manila è il Baywalk. Questa passeggiata si trova di fronte alla baia di Manila dove è possibile ammirare uno dei più bei tramonti del mondo. Le palme da cocco, un caleidoscopio gigante, caffè e ristoranti all'aperto e complessi musicali punteggiano questi due chilometri di spazio accanto alla Roxas Boulevard.
Oltre al Rizal Park, Manila possiede numerosi altri spazi aperti tra cui il Rajah Sulayman Park, Manila Boardwalk, Liwasang Bonifacio, Plaza Miranda, Paco Park, Adriatico Circle, Manila Zoological and Botanical Garden e il Malacañang Garden.

### Luoghi di interesse
- Intramuros, la città fortificata costruita dagli Spagnoli e loro residenza ufficiale
- Palazzo di Malacañan, la residenza ufficiale del presidente delle Filippine
- Cattedrale di Manila
- Chiesa di San Agustín
- Trump Tower Manila
- Mall of Asia, il più grande centro commerciale dell'Asia
- Mall of Asia Arena
- Basilica minore di San Sebastian

## Società

### Evoluzione demografica
Con una popolazione di 1.581.082 abitanti registrata nel 2000 ed una superficie di 38,52 km², Manila ha la più alta densità abitativa del mondo con 41.014 ab./km² (il distretto 6 è quello con la densità più alta con 68.266 ab./km² seguito dai primi due distretti (Tondo) con 64.936 e 64.710, il distretto 5 è il meno densamente popolato con 19.235 ab./km²). Ogni giorno si aggiungono agli abitanti circa un milione di persone fra lavoratori e studenti.
La densità di popolazione di Manila surclassa quelle di Parigi (20.164 abi./km²), Shanghai (16.364 ab./km², con il distretto di Nanshi con una densità di 56.785 ab./km²), Buenos Aires (2.179 ab./km², con una densità massima di 10.444), Tokyo (10.087 ab./km²), Città del Messico (11.700 ab./km²) ed Istanbul (1.878 ab./km², con il distretto di Fatih che raggiunge 48.173 ab./km²).

### Manila e la sicurezza
Manila ha subito diversi attacchi da parte di militanti islamici. La metropoli è stata l'obiettivo di due gruppi: Fronte di Liberazione Islamico Moro e Abu Sayyaf, inoltre nella città sono state scoperte due cellule di Al Qaida.
Il progetto Bojinka, un attacco su grande scala pianificato fra la fine del 1994 e l'inizio del 1995, aveva tra gli obiettivi anche Manila. Il progetto fu abbandonato dopo la notte fra il 6 e il 7 gennaio 1995 quando un incendio in un appartamento portò alla scoperta da parte degli investigatori di un computer portatile contenente i piani.

## Geografia antropica

### Suddivisioni amministrative
La città è divisa in 16 distretti geografici. Solo un distretto non esisteva ai tempi della città originaria. Gli otto distretti della parte a nord del fiume Pasig sono: Binondo, Quiapo, Sampaloc, San Miguel, San Nicolas, Santa Cruz, Santa Mesa e Tondo. Gli altri otto sono: Ermita, Intramuros, Malate, Paco, Pandacan, Port Area, San Andres e Santa Ana. San Andres era precedentemente parte di Santa Ana e Santa Mesa parte di Sampaloc.
Ognuno dei distretti, eccetto la Port Area, ha la propria chiesa e molti di questi distretti hanno ottenuto il riconoscimento dei propri diritti. Il distretto di Binondo è abitato soprattutto dalla popolazione di origine cinese. Tondo è il distretto più povero mentre Ermita e Malate sono ben conosciuti dai turisti in quanto vi sono presenti numerosi bar, ristoranti, hotel di lusso e centri commerciali.
Il fiume Pasig è attraversato da numerosi ponti. A partire da est si incontrano i seguenti ponti: Roxas (conosciuto anche come ponte Del Pan), Jones, McArthur, Quezon, Ayala, Nagtahan (conosciuto anche come ponte Mabini), Pandacan e Lambingan.

## Infrastrutture e trasporti

### Porto
Il porto di Manila (in filippino Pantalan ng Maynila) si trova all'interno della baia di Manila nella parte occidentale della città tra i distretti di Port Area e Tondo ed è il principale porto commerciale del paese, si compone di tre aree, due terminal merci e un terminal passeggeri.

### Aeroporti
L'area di Manila è servita dal Ninoy Aquino International Airport anche chiamato NAIA (IATA: MNL, ICAO: RPLL), è situato al confine tra le città di Pasay and Parañaque, 7 chilometri circa a sud di Manila. L'aeroporto dispone di quattro terminal, uno per i voli interni e tre per voli internazionali. Il terminal 1 è quello più antico ed è dedicato al traffico internazionale con un flusso di 6 milioni di passeggeri all'anno, il terminal 2, chiamato Centennial Terminal è stato inaugurato nel 1999 in occasione dei festeggiamenti per il centenario della dichiarazione di indipendenza ed è usato dalla compagnia di bandiera Philippine Airlines per i voli interni e per quelli internazionali. Il terminal 3 è il più recente, ha una capacità di 13 milioni di passeggeri all'anno ed è stato costruito per decongestionare il terminal 1. Il terminal 4 è dedicato ai soli voli domestici.

### Mobilità urbana
La città è servita da tre linee di metropolitana, due (linea 1 e linea 2) gestite dalla Light Rail Transit System, la linea 3 è gestita dalla Manila Metro Rail Transit System. Lo sviluppo del trasporto urbano su rotaia venne avviato negli anni '70 sotto la presidenza di Marcos.

## Amministrazione

### Gemellaggi
Manila è gemellata con:
- Bangkok
- Canton